# A She-Ra és a lázadó hercegnők epizódjainak listája
Ez a lista a She-Ra és a lázadó hercegnők című animációs sorozat epizódjait tartalmazza.

## Évados áttekintés
| Évad | Évad | Epizódok | Eredeti sugárzás   | Magyar sugárzás  | Magyar sugárzás     |
| Évad | Évad | Epizódok | Eredeti sugárzás   | Évadpremier      | Évadfinálé          |
| ---- | ---- | -------- | ------------------ | ---------------- | ------------------- |
|      | 1    | 13       | 2018. november 13. | 2022. június 6.  | 2022. június 22.    |
|      | 2    | 7        | 2019. április 26.  | 2022. június 23. | 2022. július 1.     |
|      | 3    | 6        | 2019. augusztus 2. | 2022. július 4.  | 2022. július 11.    |
|      | 4    | 13       | 2019. november 5.  | 2022. július 12. | 2022. július 28.    |
|      | 5    | 13       | 2020. május 15.    | 2022. július 29. | 2022. augusztus 16. |

## Epizódok

### 1. évad (2018)
| #   | #   | Eredeti cím                | Magyar cím                    | Rendezte        | Írta             | Eredeti premier    | Magyar premier   |
| --- | --- | -------------------------- | ----------------------------- | --------------- | ---------------- | ------------------ | ---------------- |
| 1.  | 1.  | The Sword                  | A kard                        | Adam Henry      | Noelle Stevenson | 2018. november 13. | 2022. június 6.  |
| 2.  | 2.  | The Sword                  | A kard                        | Jen Bennett     | Noelle Stevenson | 2018. november 13. | 2022. június 7.  |
| 3.  | 3.  | Razz                       | Razz                          | Stephanie Stine | Noelle Stevenson | 2018. november 13. | 2022. június 8.  |
| 4.  | 4.  | Flowers for She-Ra         | Virágok She-Ra-nak            | Lianne Hughes   | Josie Campbell   | 2018. november 13. | 2022. június 9.  |
| 5.  | 5.  | The Sea Gate               | A TengerKapu                  | Jen Bennett     | Sonja Warfield   | 2018. november 13. | 2022. június 10. |
| 6.  | 6.  | System Failure             | Rendszerhiba                  | Stephanie Stine | Katherine Nolfi  | 2018. november 13. | 2022. június 13. |
| 7.  | 7.  | In the Shadows of Mystacor | Mystacor árnyai között        | Lianne Hughes   | Rich Burns       | 2018. november 13. | 2022. június 14. |
| 8.  | 8.  | Princess Prom              | A hercegnőbál                 | Jen Bennett     | Josie Campbell   | 2018. november 13. | 2022. június 15. |
| 9.  | 9.  | No Princess Left Behind    | Egy hercegnő sem maradt hátra | Stephanie Stine | Sonja Warfield   | 2018. november 13. | 2022. június 16. |
| 10. | 10. | The Beacon                 | Jeladó                        | Lianne Hughes   | Katherine Nolfi  | 2018. november 13. | 2022. június 17. |
| 11. | 11. | Promise                    | Ígéret                        | Jen Bennett     | Noelle Stevenson | 2018. november 13. | 2022. június 20. |
| 12. | 12. | Light Hope                 | Tiszta Remény                 | Lianne Hughes   | Josie Campbell   | 2018. november 13. | 2022. június 21. |
| 13. | 13. | The Battle of Bright Moon  | A Holdvilági csata            | Stephanie Stine | Noelle Stevenson | 2018. november 13. | 2022. június 22. |

### 2. évad (2019)
| #   | #  | Eredeti cím       | Magyar cím              | Rendezte                | Írta            | Eredeti premier   | Magyar premier   |
| --- | -- | ----------------- | ----------------------- | ----------------------- | --------------- | ----------------- | ---------------- |
| 14. | 1. | The Frozen Forest | A befagyott erdő        | Jen Bennett             | Katherine Nolfi | 2019. április 26. | 2022. június 23. |
| 15. | 2. | Ties That Bind    | Szálak, ami összekötnek | Stephanie Stine DWooman | Laura Sreebny   | 2019. április 26. | 2022. június 24. |
| 16. | 3. | Signals           | Jelzések                | Lianne Hughes           | Katherine Nolfi | 2019. április 26. | 2022. június 27. |
| 17. | 4. | Roll With It      | Ússz az árral!          | Jen Bennett             | Josie Campbell  | 2019. április 26. | 2022. június 28. |
| 18. | 5. | White Out         | Fehérségben             | Lianne Hughes           | Laura Sreebny   | 2019. április 26. | 2022. június 29. |
| 19. | 6. | Light Spinner     | Fényfonó                | DWooman                 | Katherine Nolfi | 2019. április 26. | 2022. június 30. |
| 20. | 7. | Reunion           | Újraegyesülés           | Jen Bennett             | Josie Campbell  | 2019. április 26. | 2022. július 1.  |

### 3. évad (2019)
| #   | #  | Eredeti cím                   | Magyar cím                                 | Rendezte         | Írta             | Eredeti premier    | Magyar premier   |
| --- | -- | ----------------------------- | ------------------------------------------ | ---------------- | ---------------- | ------------------ | ---------------- |
| 21. | 1. | The Price of Power            | Az erő ára                                 | Steve Cooper     | Shane Lynch      | 2019. augusztus 2. | 2022. július 4.  |
| 22. | 2. | Huntara                       | Huntara                                    | David Woo        | Laura Sreebny    | 2019. augusztus 2. | 2022. július 5.  |
| 23. | 3. | Once Upon a Time in the Waste | Egyszer volt, hol nem volt, a Pusztában... | Jen Bennett      | Josie Campbell   | 2019. augusztus 2. | 2022. július 6.  |
| 24. | 4. | Moment of Truth               | Az igazság pillanata                       | DWooman          | Katherine Nolfi  | 2019. augusztus 2. | 2022. július 7.  |
| 25. | 5. | Remember                      | Emlékezz!                                  | Mandy Clotworthy | Noelle Stevenson | 2019. augusztus 2. | 2022. július 8.  |
| 26. | 6. | The Portal                    | A portál                                   | Jen Bennett      | Josie Campbell   | 2019. augusztus 2. | 2022. július 11. |

### 4. évad (2019)
| #   | #   | Eredeti cím            | Magyar cím             | Rendezte                             | Írta                               | Eredeti premier   | Magyar premier   |
| --- | --- | ---------------------- | ---------------------- | ------------------------------------ | ---------------------------------- | ----------------- | ---------------- |
| 27. | 1.  | The Coronation         | A koronázás            | Dwooman, Diana Huh, és Kiki Manrique | Laura Sreebny                      | 2019. november 5. | 2022. július 12. |
| 28. | 2.  | The Valley of the Lost | Az elvesztettek völgye | Mandy Clotworthy                     | Katherine Nolfi                    | 2019. november 5. | 2022. július 13. |
| 29. | 3.  | Flutterina             | Lebegina               | Jen Bennett                          | M. Willis                          | 2019. november 5. | 2022. július 14. |
| 30. | 4.  | Pulse                  | Pulzus                 | Kiki Manrique                        | Laura Sreebny                      | 2019. november 5. | 2022. július 15. |
| 31. | 5.  | Protocol               | Protokoll              | Mandy Clotworthy                     | Katherine Nolfi                    | 2019. november 5. | 2022. július 18. |
| 32. | 6.  | Princess Scorpia       | Skorpia hercegnő       | Kiki Manrique                        | Laura Sreebny                      | 2019. november 5. | 2022. július 19. |
| 33. | 7.  | Mer-Mysteries          | Mer-Misztikum          | Jen Bennett                          | M. Willis                          | 2019. november 5. | 2022. július 20. |
| 34. | 8.  | Boys' Night Out        | Fiús este              | Kiki Manqrique                       | Shane Lynch                        | 2019. november 5. | 2022. július 21. |
| 35. | 9.  | Hero                   | Hős                    | Mandy Clotworthy                     | Josie Campbell és Noelle Stevenson | 2019. november 5. | 2022. július 22. |
| 36. | 10. | Fractures              | Törések                | Jen Bennett                          | Katherine Nolfi                    | 2019. november 5. | 2022. július 25. |
| 37. | 11. | Beast Island           | Fenevad Sziget         | Mandy Clotworthy                     | M. Willis                          | 2019. november 5. | 2022. július 26. |
| 38. | 12. | Destiny                | Végzet                 | Jen Bennett                          | Katherine Nolfi és Laura Sreebny   | 2019. november 5. | 2022. július 27. |
| 39. | 13. | Destiny                | Végzet                 | Kiki Manrique                        | Katherine Nolfi és Laura Sreebny   | 2019. november 5. | 2022. július 28. |

### 5. évad (2020)
| #   | #   | Eredeti cím               | Magyar cím                 | Rendezte                             | Írta                               | Eredeti premier | Magyar premier      |
| --- | --- | ------------------------- | -------------------------- | ------------------------------------ | ---------------------------------- | --------------- | ------------------- |
| 40. | 1.  | Horde Prime               | Hordafő                    | Dwooman, Diana Huh, és Kiki Manrique | Laura Sreebny                      | 2020. május 15. | 2022. július 29.    |
| 41. | 2.  | Launch                    | Kilövés                    | Mandy Clotworthy                     | Katherine Nolfi                    | 2020. május 15. | 2022. augusztus 1.  |
| 42. | 3.  | Corridors                 | Folyosók                   | Jen Bennett                          | M. Willis                          | 2020. május 15. | 2022. augusztus 2.  |
| 43. | 4.  | Stranded                  | Megrekedve                 | Kiki Manrique                        | Laura Sreebny                      | 2020. május 15. | 2022. augusztus 3.  |
| 44. | 5.  | Save the Cat              | Mentsétek meg a macskát!   | Mandy Clotworthy                     | Katherine Nolfi                    | 2020. május 15. | 2022. augusztus 4.  |
| 45. | 6.  | Taking Control            | Az irányítás átvétele      | Kiki Manrique                        | Laura Sreebny                      | 2020. május 15. | 2022. augusztus 5.  |
| 46. | 7.  | The Perils of Peekablue   | Kékelő veszedelme          | Jen Bennett                          | M. Willis                          | 2020. május 15. | 2022. augusztus 8.  |
| 47. | 8.  | Shot in the Dark          | Sötétben tapogatózás       | Kiki Manqrique                       | Shane Lynch                        | 2020. május 15. | 2022. augusztus 9.  |
| 48. | 9.  | An Ill Wind               | Egy rossz szél             | Mandy Clotworthy                     | Josie Campbell és Noelle Stevenson | 2020. május 15. | 2022. augusztus 10. |
| 49. | 10. | Return to the Fright Zone | Visszatérés a Frász Zónába | Jen Bennett                          | Katherine Nolfi                    | 2020. május 15. | 2022. augusztus 11. |
| 50. | 11. | Failsafe                  | Vészegység                 | Mandy Clotworthy                     | M. Willis                          | 2020. május 15. | 2022. augusztus 12. |
| 51. | 12. | Heart                     | Szív                       | Jen Bennett                          | Katherine Nolfi és Laura Sreebny   | 2020. május 15. | 2022. augusztus 15. |
| 52. | 13. | Heart                     | Szív                       | Kiki Manrique                        | Katherine Nolfi és Laura Sreebny   | 2020. május 15. | 2022. augusztus 16. |